# Echte Dattelpalme
Die Echte Dattelpalme (Phoenix dactylifera) ist eine Pflanzenart der Gattung Dattelpalmen (Phoenix) in der Familie der Palmengewächse (Arecaceae). Ihre Früchte werden Datteln genannt (Lateinisch dactylifera bedeutet „datteltragende“; vgl. dactylus in der Bedeutung „Dattel“). Die echte Dattelpalme ist eine alte orientalische Kulturpflanze, deren menschliche Nutzung sich bis in die Archive von Mesopotamien zurückverfolgen lässt.

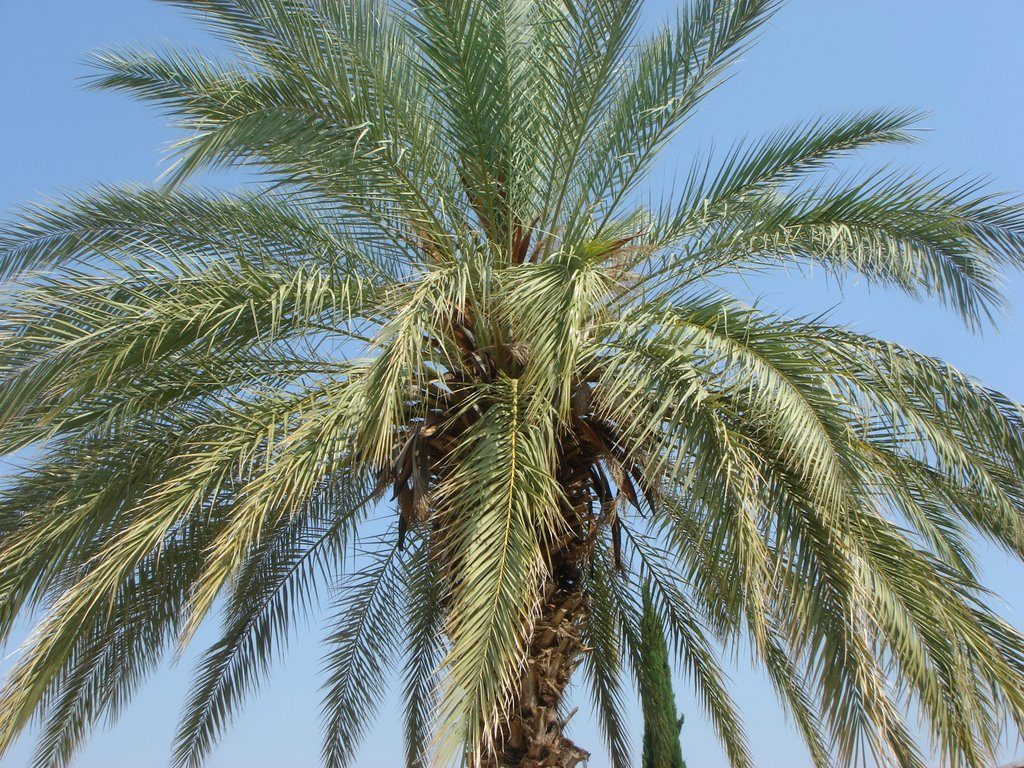
Echte Dattelpalme

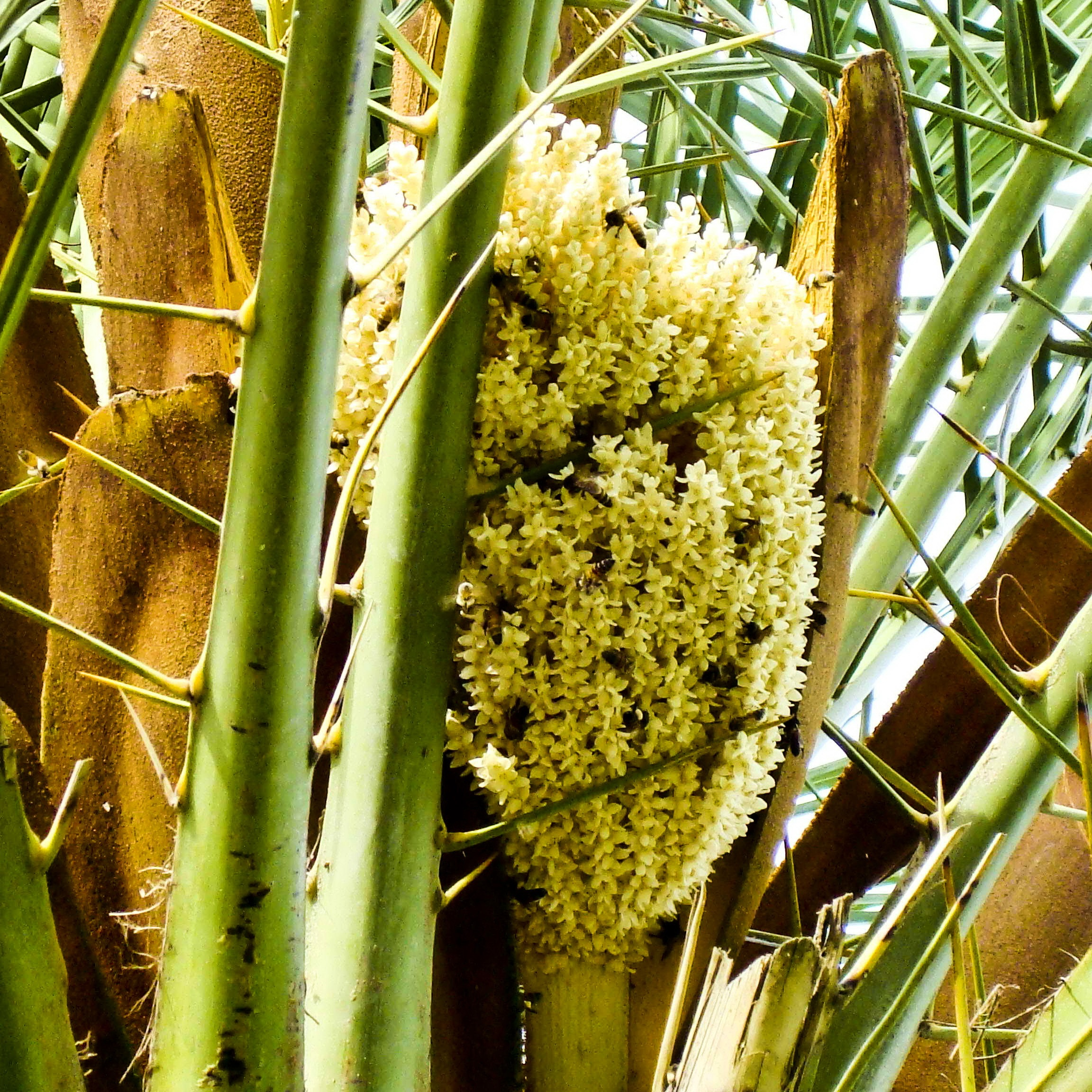
Blüten

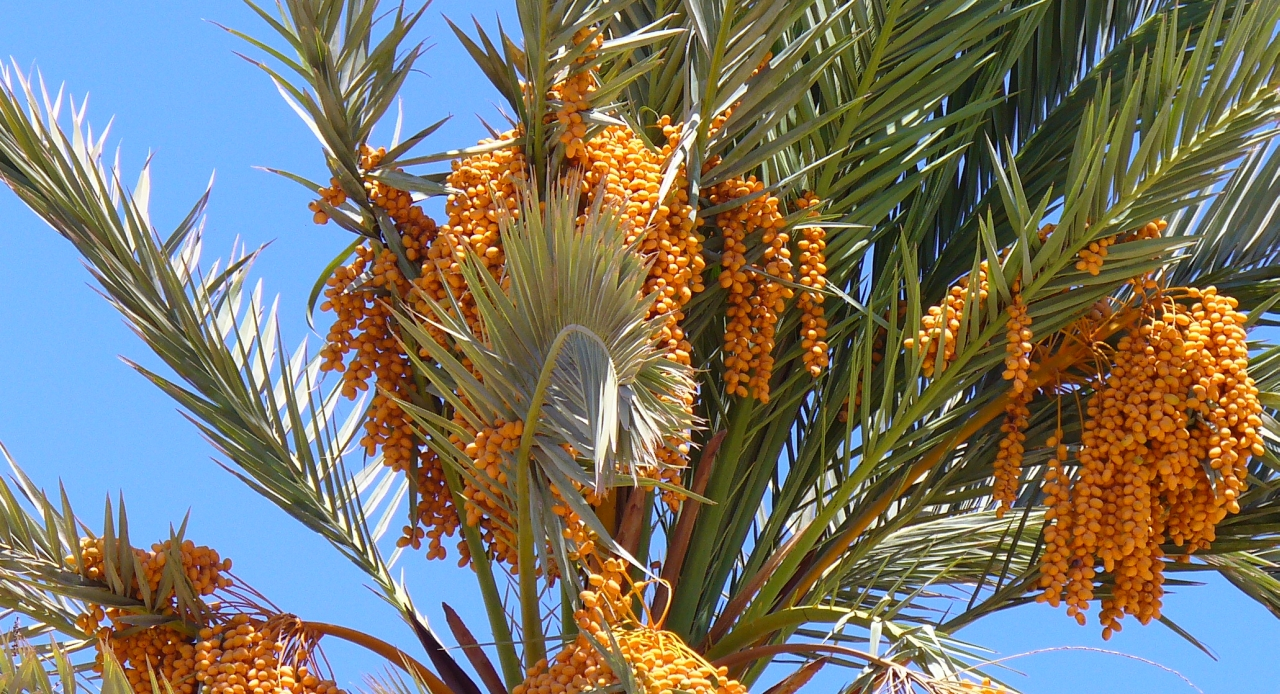
Fruchtstand

## Beschreibung
Die Echte Dattelpalme erreicht Wuchshöhen von 15 bis 20 Metern. Die Basis der Wedel verbleibt am Stamm. Die Laubblätter sind Wedel; sie sind 3 bis 5 m lang und haben etwa 30 cm lange und 2 cm breite Fiedern. Im unteren Bereich der Wedel sind Stacheln vorhanden.
Phoenix-Arten sind zweihäusig getrenntgeschlechtlich (diözisch). Die achselständigen Blütenstände sind einfach verzweigt mit einem großen Hochblatt. Die gestielten oder ungestielten Blüten sind eingeschlechtlich und dreizählig. Die je drei Kelch- und Kronblätter sind untereinander verwachsen. Die Krone ist länger als der Kelch. Die männlichen Blüten enthalten meist drei Staubblätter, deren Staubfäden an ihrer Basis verwachsen sind. Die weiblichen Blüten enthalten drei freie Fruchtblätter und sechs verwachsene Staminodien. Die Narben sitzen ohne Griffel direkt auf den Fruchtblättern. Es werden fleischige Steinfrüchte gebildet, die in großen traubigen Fruchtständen an der Palme hängen.
Die ersten Dattelfrüchte kann man nach 5 bis 6 Jahren ernten.
Sie enthalten (getrocknet) je 100 Gramm 75 g Kohlenhydrate (davon 63,4 g Zucker), 2,45 g Eiweiße und 0,39 g Fett. Auf Grund ihres hohen Zuckeranteils bzw. geringen Wasseranteils besitzen sie einen relativ hohen Nährwert von 1181 KJ (282 kcal). Datteln enthalten nennenswerte Mengen an B-Vitaminen und einigen Mineralstoffen, sie sind insbesondere ein guter Lieferant für Kalium.

## Vorkommen
Die Echte Dattelpalme kommt ursprünglich vor in Saudi-Arabien, den Golfstaaten, Oman, Irak, Iran und Pakistan. Eingeführt wurde sie in Afrika, Australien, Indien, China, Afghanistan, Spanien, Kalifornien, Bolivien, die Türkei und Großbritannien.

## Taxonomie
Die Echte Dattelpalme wurde 1753 von Carl von Linné in Species Plantarum Band 2, Seite 1188 als Phoenix dactylifera erstbeschrieben. Ein Synonym ist Palma dactylifera (L.) Mill.

## Ökologie

### Samenausbreitung
Die natürliche Ausbreitung der Dattelpalmen erfolgt durch Endochorie (Verdauungsausbreitung) mit Ausscheidung ihrer resistenten Kerne. Viele Säugetiere und Vögel sind dazu befähigt, so Flughunde, Hundeartige und Strauße.

### Schädlinge
Wie viele andere Kulturpflanzen haben auch Dattelpalmen Schädlinge; dazu zählt der Rote Palmrüssler (Rhynchophorus ferrugineus), der sich seit etwa 1994 am Mittelmeer ausbreitet. Er ist gefährlich, da er seine Eier innerhalb der Dattelpalme ablegt und, wenn Schäden sichtbar sind, nur noch ein Abholzen und Vernichten hilft.
Der Dattel-Borkenkäfer (Coccotrypes dactyliperda) aus der Familie der Borkenkäfer ist auf Dattelkerne zur Eiablage spezialisiert, nimmt aber auch Mandeln und andere Substrate an, allerdings verschmäht er ausgeschiedene Kerne. Der ausgewachsene Käfer kann im Kern überwintern und erst im Frühjahr schlüpfen.
Auch Pilze können der Dattelpalme zusetzen. So hat die Bayoud-Krankheit mit dem Pilz Fusarium oxysporum große Bestände in Algerien und Marokko vernichtet. Neue Sorten-Züchtungen der Dattelpalme sind nicht mehr so anfällig für diesen Pilz.

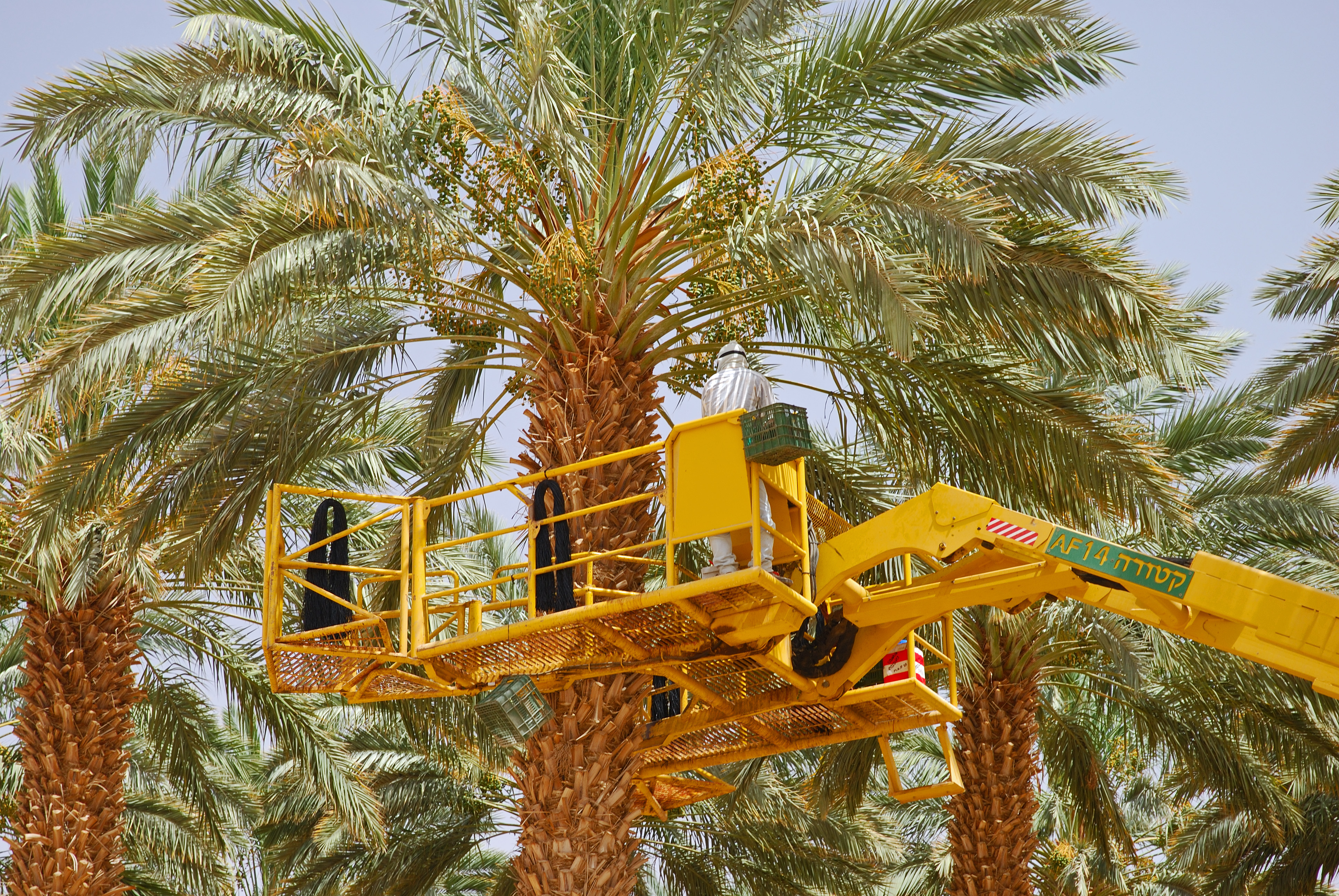
Dattelernte

## Anbau
Die Dattelpalme benötigt als Wüstenpflanze viel Sonne und vor allem in den Sommermonaten auch viel Wasser. Ansonsten gilt die Pflanze als anspruchslos und kommt mit nährstoffarmen Böden zurecht. Sie wächst langsam und gilt als winterhärter als ihre Verwandte, die Kanarische Dattelpalme (Phoenix canariensis).
Über die Jahrtausende sind zahlreiche Varianten der Datteln gezüchtet worden, so dass ihre Fruchtfarbe von Rot bis Schwarz variiert.
Der Anbau von Datteln erfolgt in Palmengärten. Die Pflanzen haben eine Nutzzeit von 80 bis 100 Jahren, daher muss ein solcher Garten sorgfältig geplant werden. Da die Früchte nur alle zwei Jahre aus befruchteten Blüten entstehen, werden auf zirka 100 weibliche Pflanzen 2 bis 3 männliche gepflanzt. Der Ertrag pro Palme kann dann bis 100 kg pro Erntesaison betragen. Die Fruchtbildung findet bei 30 bis 35 Grad Celsius Außentemperatur statt. Dabei benötigen die Pflanzen viel Wasser. Aus diesem Grund muss ein solcher Garten gut bewässert werden oder die Pflanzen brauchen Zugang zum Grundwasser.

## Konservierung
Im äußerst trockenen Klima der Anbauländer konservieren sich die Früchte der verschiedenen Dattelpalmensorten aufgrund ihres hohen Zuckergehaltes – vergleichbar Feigen und Weintrauben – von selbst und bleiben mindestens bis zur nächsten Ernte haltbar.

## Wirtschaftliche Bedeutung
Ein großer Teil der Produktion verbleibt in den Ländern selbst und wird weiterverarbeitet. Die Produkte der Dattelproduktion sind neben den Früchten (frisch und getrocknet) Dattelöl, Dattelschnaps (und Essig). Vom Stamm älterer Dattelpalmen lässt sich ein Saft abzapfen, der sich sofort im Gärprozess befindet und als Palmwein vergoren wird. Die Blätter können zur Herstellung von Flechtwerk aller Art genutzt werden.

2023 wurden laut der Ernährungs- und Landwirtschaftsorganisation FAO weltweit 9.661.175 Tonnen Datteln geerntet.
Folgende Tabelle gibt eine Übersicht über die zehn größten Produzenten von Datteln weltweit, die insgesamt 89 % der Erntemenge produzierten.
| Rang             | Land                         | Menge (in t) |
| ---------------- | ---------------------------- | ------------ |
| 1                | Ägypten                      | 1.867.064    |
| 2                | Saudi-Arabien                | 1.642.993    |
| 3                | Algerien                     | 1.324.767    |
| 4                | Iran                         | 1.024.117    |
| 5                | Irak                         | 635.947      |
| 6                | Pakistan                     | 503.787      |
| 7                | Sudan                        | 442.674      |
| 8                | Oman                         | 394.946      |
| 9                | Tunesien                     | 386.396      |
| 10               | Vereinigte Arabische Emirate | 329.447      |
| Summe TOP TEN    | Summe TOP TEN                | 8.552.138    |
| restliche Länder | restliche Länder             | 1.109.037    |

## Geschichte
Bei archäologischen Grabungen im Südosten Irans, in Tepe Gaz Tavileh, das nördlich von Bandar Abbas liegt, wurden Dattelsteine gefunden. Sie könnten möglicherweise auf die Ursprünge des Dattelanbaus hindeuten. Tepe Gaz Tavileh  war eine neolithische Siedlung und wird auf das frühe 6. Jahrtausend v. Chr. datiert.
1963 wurden bei Ausgrabungen in der Festung Masada rund zweitausend Jahre alte Dattelkerne gefunden. Forscher brachten 2005 einen der Keime zum Wachsen. Die Pflanze wird heute als Judäische Dattelpalme bezeichnet und ist Rekordhalter in altersbedingter Keimfähigkeit. Seit Anfang 2020 sprießen weitere sechs Setzlinge aus Kernen, die in Qumran am Toten Meer und Masada gefunden wurden.

## Galerie

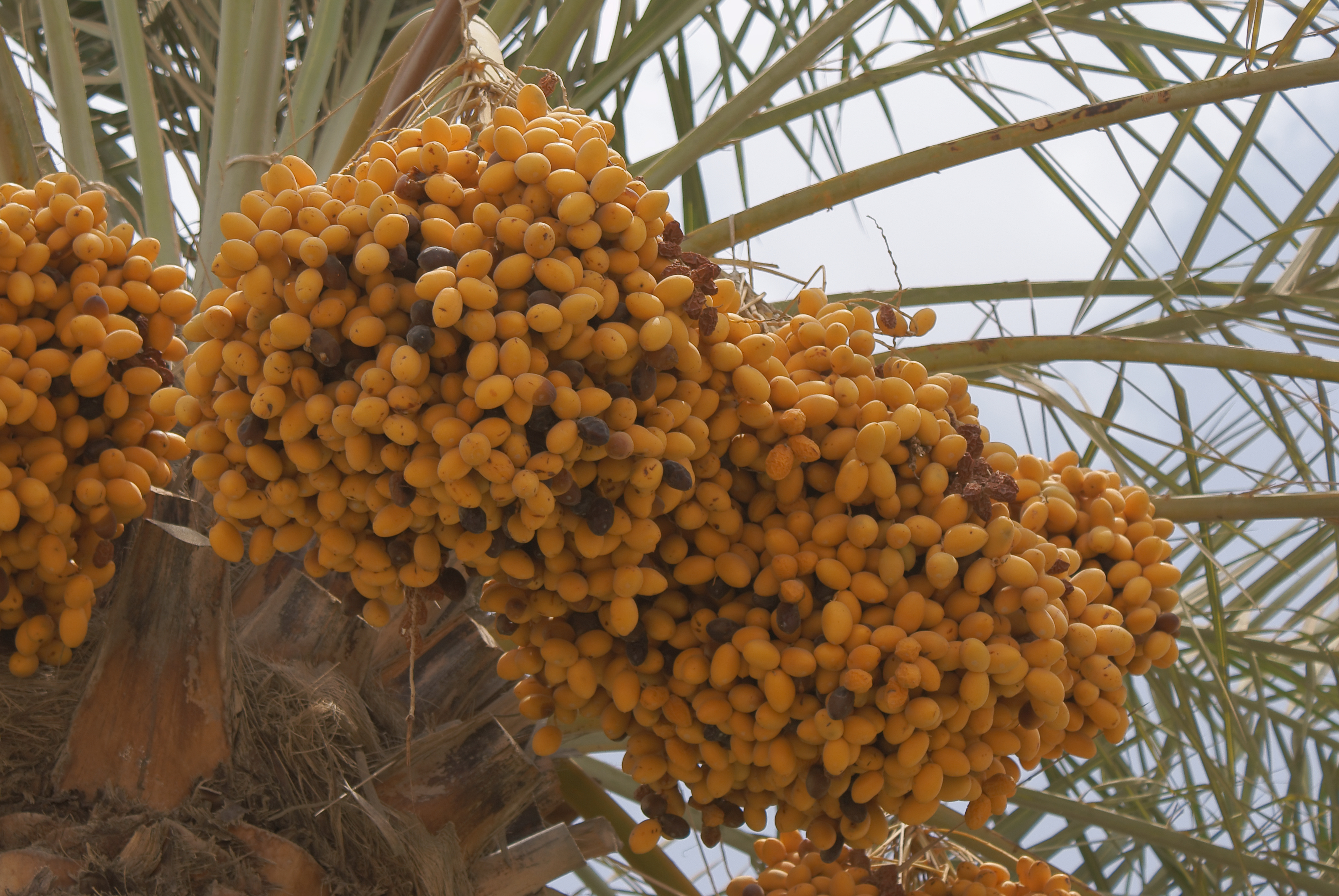
Fruchtstand
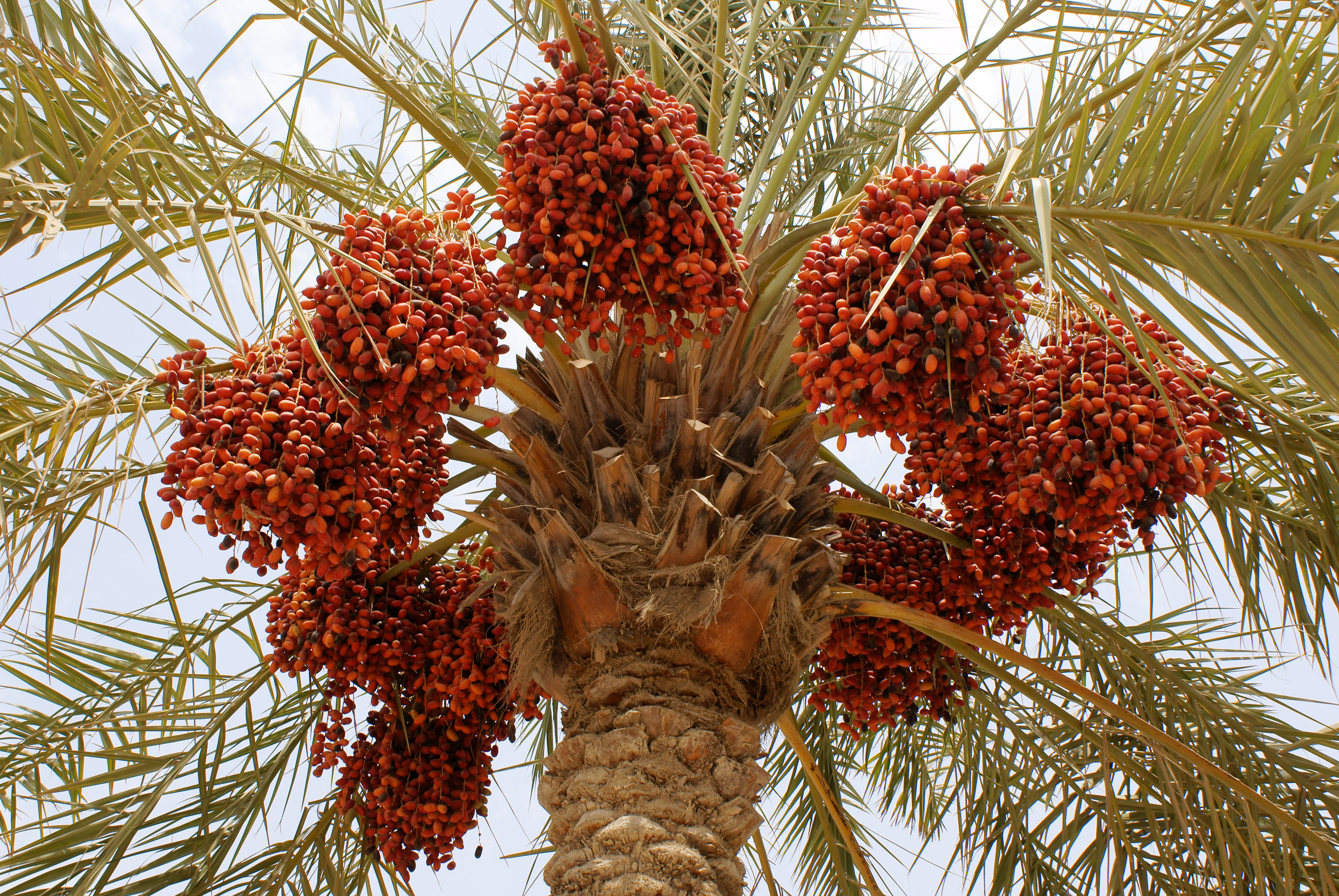
Fruchtstand
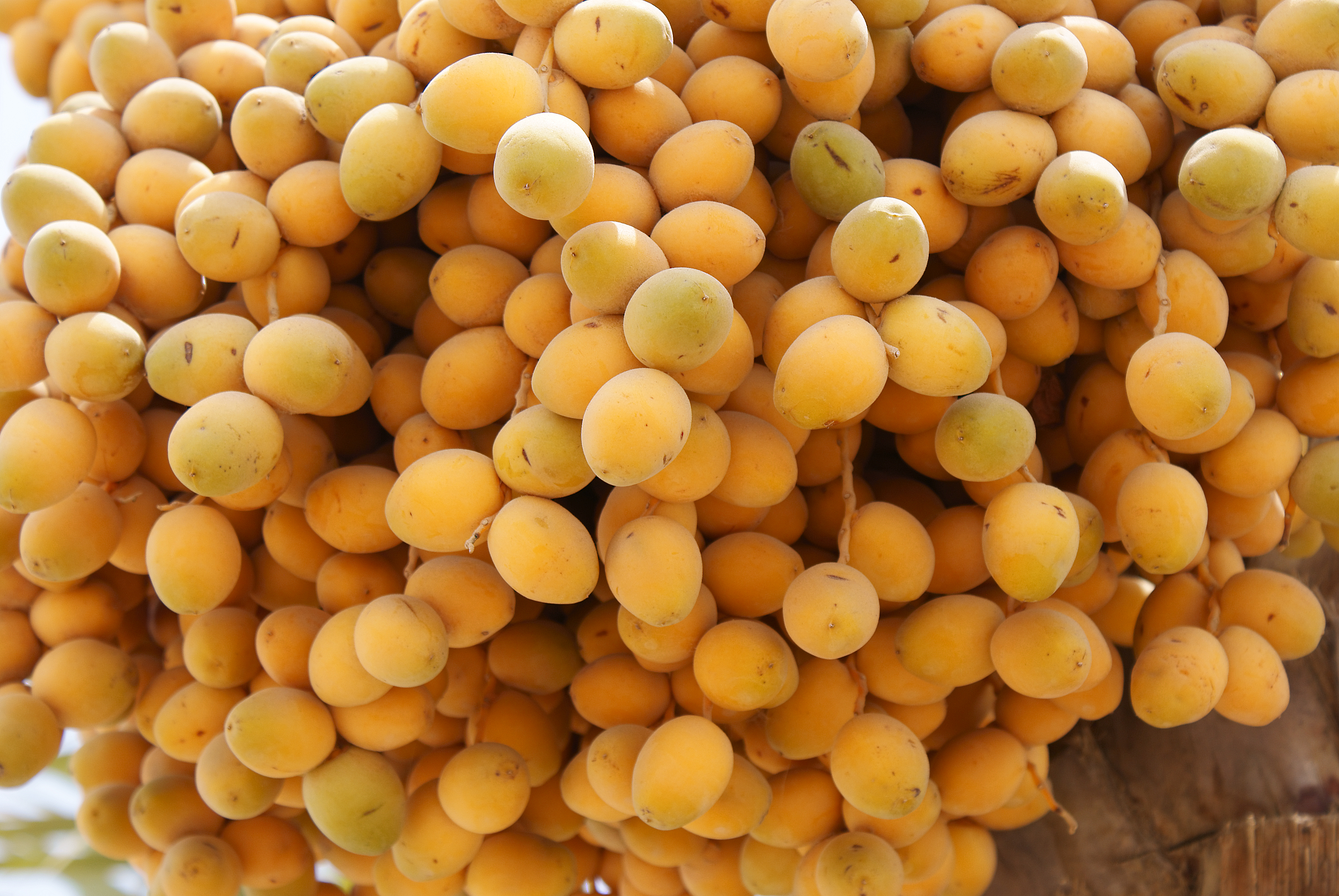
Früchte am Baum
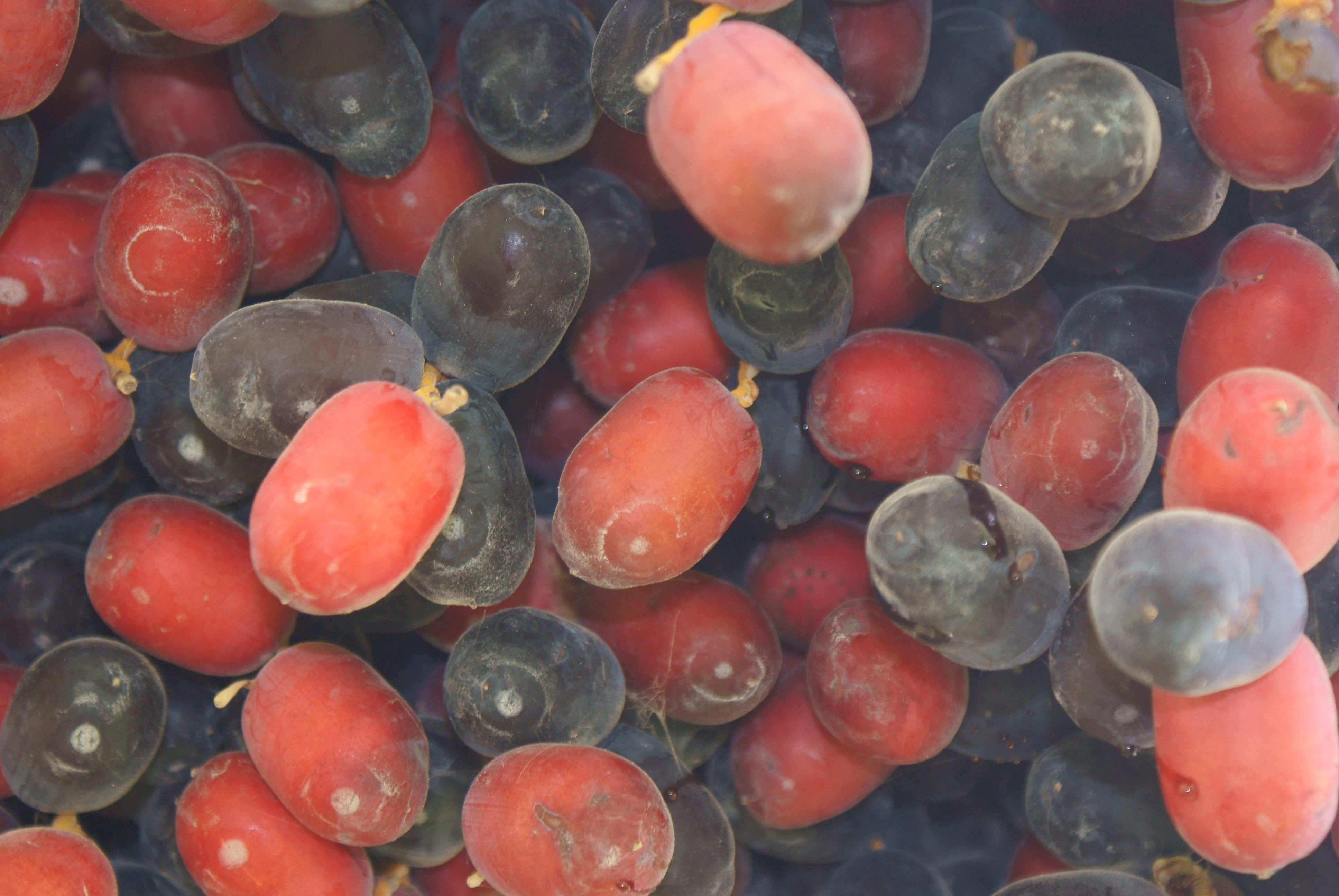
Früchte am Baum
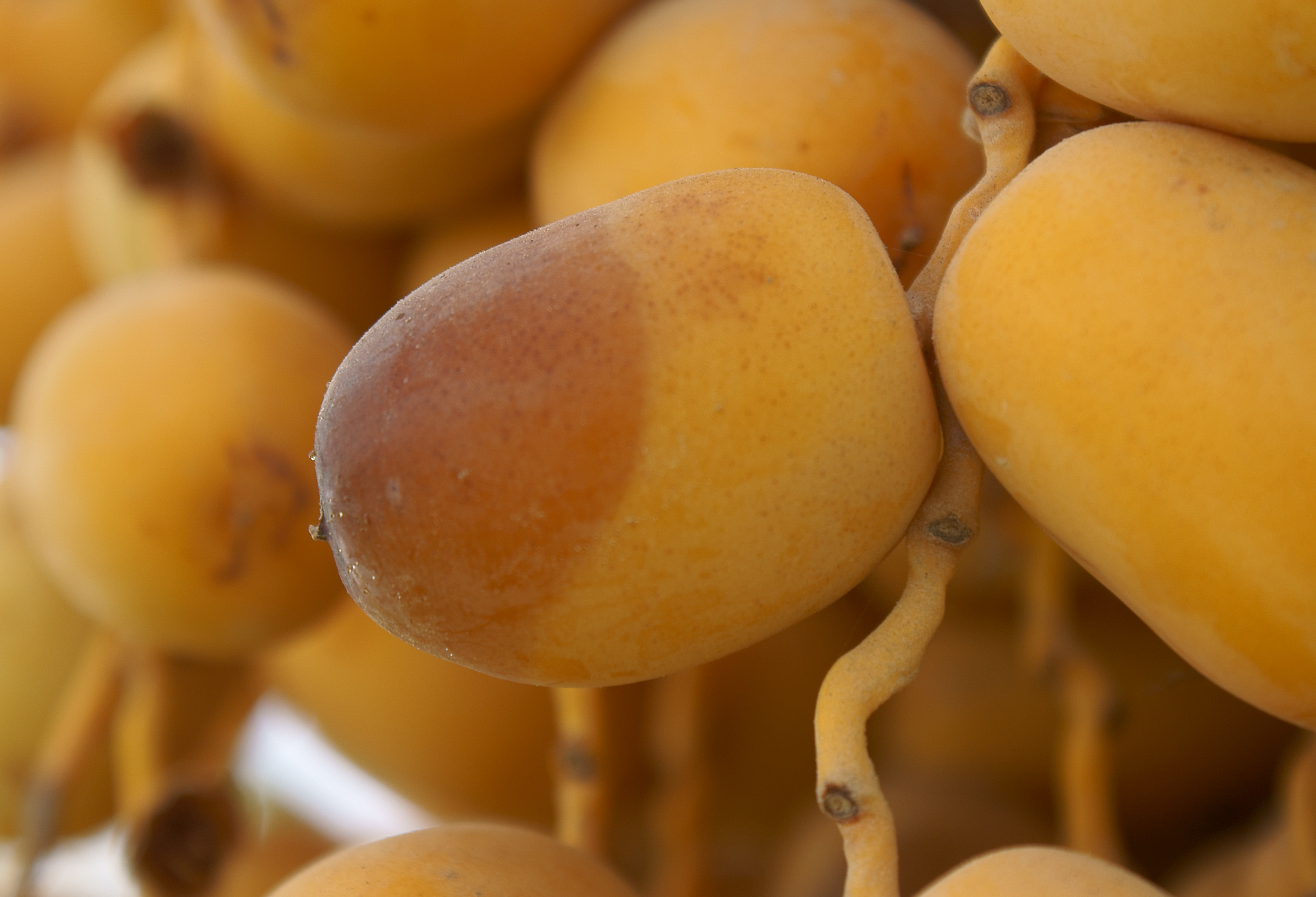
Reifende Früchte
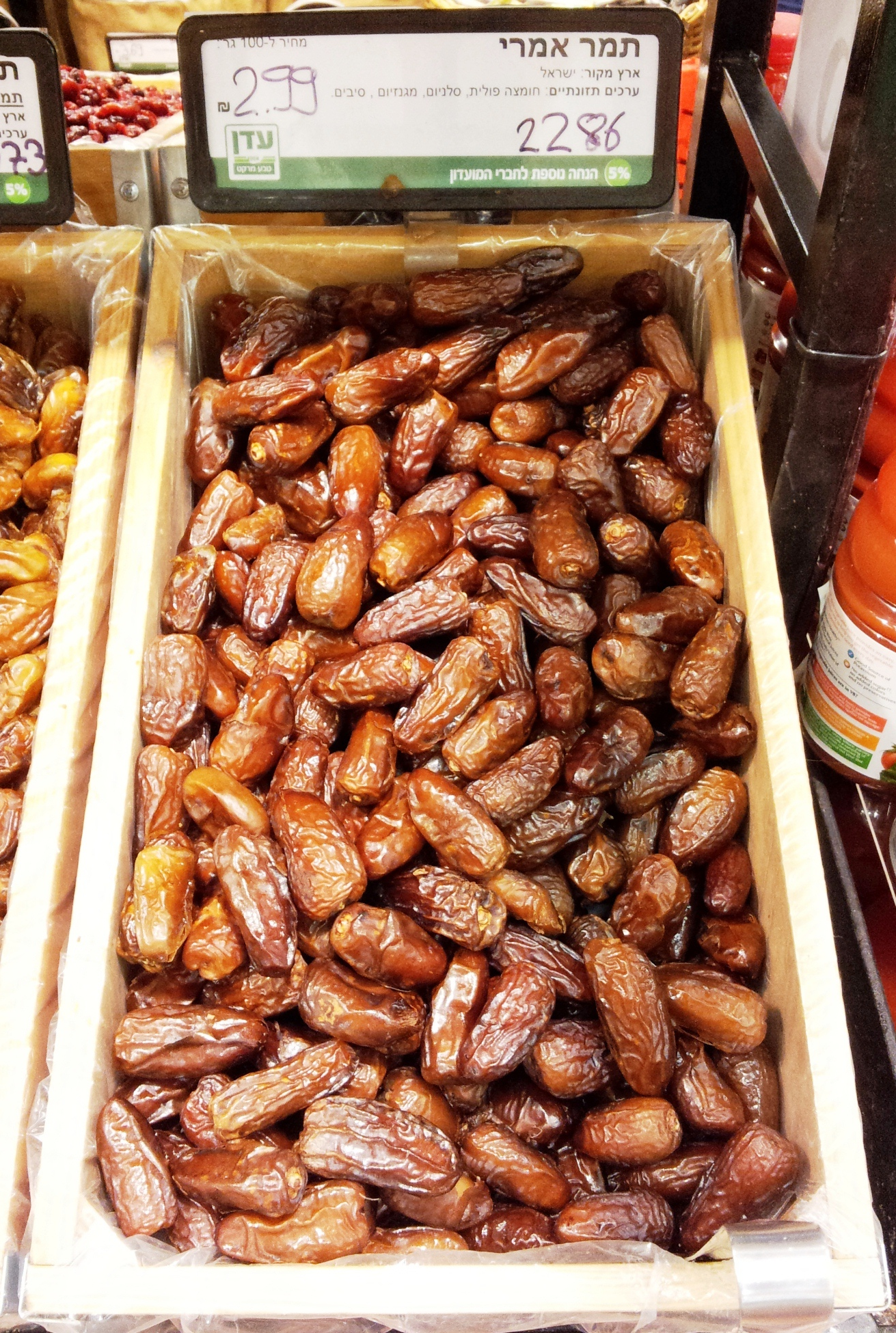
Getrocknete Datteln